# تاریخ رشیدی
تاریخ رشیدی یکی از کتاب‌های تاریخی به زبان فارسی اثر میرزا محمدحیدر دوغلات است.

## زمینه
مؤلف انگیزه خود را از تحریر تاریخ رشیدی چنین بیان می‌کند: برخی از خواقین مغول اهل اسلام بودهاند و من شرح حال ایشان را از افرادمطمئن شنیده بودم یا شخصاً شاهد وقایع و حوادث روزگار بعضی از ایشان بودهام. چون دیدم کسی که از احوال ایشان مطلع باشد باقی نمانده و اگر من به نوشتن تاریخ آنان اقدام نکنم، مغول و خواقین مغول نسبت خود را گم خواهند کرد، تصمیم به بیان احوال ایشان نمودم. از سوی دیگر چون افاضل بهره چندانی از احوال خواقین نداشتند نخواستم آنها را به زحمت بیندازم. دلیل دیگر این اقدام آن است که افاضل ماوراءالنهر و خراسان در آثار خود، تاریخ خواقین مغول را تا آنجا که به وقایع مورد نظر مربوط بوده، نوشته و توجهی به موضوعات دیگر نداشته‌اند. از جمله خواجه رشید الدین فضل اللّه در جامع التواریخ؛ حمد اللّه مستوفی در تاریخ گزیده؛ شرف الدین علی یزدی در ظفرنامه؛ مولانا عبد الرزاق در مطلع سعدین؛ و میرزا الغ بیگ در اولوس اربعه، جسته و گریخته از احوال خواقین مغول سخن گفته‌اند.

## عنوان
مؤلف، وجه تسمیه تاریخ خود را به نام رشیدی، چنین توضیح داده است:
«تاریخ رشیدی به سه مناسبت به این نام مسمی گشته است: اول آنکه تغلق تیمور خان به دست مولانا ارشد الدین اسلام آورده؛ دوم آنکه اولوس مغول در ایام تغلق تیمور خان رشدی تمام یافته‌اند؛ و سوم آنکه آخرین خاقان مغول در این روزگار، عبد الرشید خان است و این تاریخ به نام او و برای او نوشته می‌شود.

## محتوا
این کتاب رویدادهای خراسان، فرارود، ترکستان غربی و شرقی، جونغاریه (یا ولایت چینی‌ایلی)، تبت، لاداخ، گیلگیت، چیترال، و خان، بدخشان، افغانستان، کشمیر و هند شمالی را در بر می‌گیرد و نیز روابط شاه اسماعیل با اوزبکان، سرگذشت شیبک خان و تاریخ بابر پادشاه از مباحث مطرح شده در آن است. اما ارزش منحصر به فرد تاریخ رشیدی در این است که به شرح وقایع شاخه‌ای از تاریخ خاندان چنگیزی پرداخته که نشانی از آنها در منابع تاریخی دیگر نمی‌توان یافت، یعنی تاریخ اعقاب جغتای.